# Kaliumklorat
Kaliumklorat, KClO3, är ett lättlösligt salt, som på grund av kloratjonens starkt oxiderande förmåga tillsammans med brännbara ämnen kan bilda explosiva blandningar.
Kaliumklorat brinner ej av sig själv. För detta krävs ett bränsle. I kombination med ett bränsle brinner blandningen med en svagt lila låga.

## Framställning
Kaliumklorat kan framställas genom att leda klorgas genom en lösning av kaliumhydroxid. Metoden är dock ineffektiv eftersom det bildas fem gånger så mycket kaliumklorid som kaliumklorat.
{\displaystyle {\rm {6\ KOH+3\ Cl_{2}\rightarrow 5\ KCl+KClO_{3}+3\ H_{2}O}}}

## Användningsområden
- I säkerhetständstickornas tändsats ingår kaliumklorat som ett oxidationsmedel (bildar syre till antändningsprocessen).
- I fotografiska sammanhang har kaliumklorat använts vid det så kallade platinaförfarandet, då man ville ha kontrastrika bilder.
- Kaliumklorat är en ingrediens i holländskt bad (Rembrandts etsvätska)
- Finlands armé använde kaliumklorat i Molotovcocktails under andra världskriget.